# جاك إليوت (ملحن)
جاك إليوت (بالإنجليزية: Jack Elliott)‏ هو موزع وملحن وعازف بيانو وكاتب أغاني أمريكي، ولد في 6 أغسطس 1927 في هارتفورد في الولايات المتحدة، وتوفي في 18 أغسطس 2001 في لوس أنجلوس في الولايات المتحدة.

## وصلات خارجية
- جاك إليوت على موقع IMDb (الإنجليزية)
- جاك إليوت على موقع ميوزك برينز (الإنجليزية)
- جاك إليوت على موقع قاعدة بيانات برودواي على الإنترنت (الإنجليزية)
- جاك إليوت على موقع قاعدة بيانات برودواي على الإنترنت (الإنجليزية)
- جاك إليوت على موقع ديسكوغز (الإنجليزية)
- جاك إليوت على موقع قاعدة بيانات الفيلم (الإنجليزية)